# Odargowo, Tỉnh West Pomeranian
Odargowo [ɔdarˈɡɔvɔ] (tiếng Đức: Wudarge) là một ngôi làng thuộc khu hành chính của Gmina Dobrzany, thuộc hạt Stargard, West Pomeranian Voivodeship, ở phía tây bắc Ba Lan. Nó nằm khoảng 5 kilômét (3 mi)   phía tây nam Dobrzany, 22 km (14 mi) về phía đông của Stargard và 53 km (33 mi) về phía đông của thủ đô khu vực Szczecin.